# حمام قنبر علي
حمّام قنبر علي من حمامات بغداد العامة القديمة العهد بجانب الرصافة من بغداد في محلة قنبر علي، فيلكس جونز الإنكليزي المتزوج من بغدادية والذي قدم مذكراته سنة 1855م، عن ولاية بغداد زمن الدولة العثمانية والتي نشرت عام 1857م، فيها وصف مرفق بخارطة عن بغداد: محلاتها، أسواقها، أزقتها، جوامعها، سكانها، عشائرها، حماماتها، نقودها، طرقها وغيره. وقد ذكر هذا الحمام من خلال وصفه محلة قنبر علي فيذكر جامع ومقهى وحمام وعقد مثل جامع قنبر علي ومقهى تخته بند وعقد اليهود وحمام قنبر علي . وأشير إلى حمام قنبر علي في وقفية صالح بن محمد بن فتاح المؤرخة في 7 ذي القعدة سنة 1313ه‍،  بأن حمام قنبر علي كان يعود إلى فاطمة ونايلة بنتي علاوي بن عبد الله